# سام كرانت
سام كرانت (بالهولندية: Sam Krant)‏ هو لاعب كرة قدم هولندي في مركز الوسط، ولد في 14 مايو 1998. لعب مع ألميره سيتي.

## وصلات خارجية
- سام كرانت على موقع قاعدة بيانات كرة القدم.إي يو (الإنجليزية)
- سام كرانت على موقع Soccerway.com (الإنجليزية)